# Template matching
Il template matching o Segmentazione basata dal riscontro sul modello è una tecnica utilizzata nell'elaborazione digitale delle immagini per trovare piccole parti di un'immagine che corrispondano con una immagine-modello.
Può essere usato nella produzione come parte del controllo di qualità, una maniera per il movimento dei robot ambulanti o come modo per rilevare contorni in una immagine.
Vi sono due approcci: Riscontro basato sul modello (template base matching) o sulla caratteristica (feature based matching). Il primo usa l'intera immagine-modello sommando/comparando varie metriche (SAD, SSD, correlazione incrociata, ...) per determinare la miglior posizione; il secondo usa una caratteristica della immagine-modello come contorni o angoli come prima misura per trovare il miglior riscontro locale nell'immagine-sorgente.

## Implementazione
In questa semplice implementazione, si assume che il metodo sopra descritto è applicato con immagini grigie.
```
// Initialize minSAD to a large value, indicating that we want to find the minimum Sum of Absolute Differences (SAD)

minSAD
 
=
 
VALUE_MAX
;

// Loop through the search image

for
 
(
int
 
x
 
=
 
0
;
 
x
 
<=
 
S_rows
 
-
 
T_rows
;
 
x
++
)
 
{

    
for
 
(
int
 
y
 
=
 
0
;
 
y
 
<=
 
S_cols
 
-
 
T_cols
;
 
y
++
)
 
{

        
// Initialize SAD (Sum of Absolute Differences) for this position

        
SAD
 
=
 
0.0
;

        
// Loop through the template image

        
for
 
(
int
 
i
 
=
 
0
;
 
i
 
<
 
T_rows
;
 
i
++
)
 
{

            
for
 
(
int
 
j
 
=
 
0
;
 
j
 
<
 
T_cols
;
 
j
++
)
 
{

                
// Get the pixel values from the search image and the template image

                
pixel
 
p_SearchIMG
 
=
 
S
[
x
 
+
 
i
][
y
 
+
 
j
];

                
pixel
 
p_TemplateIMG
 
=
 
T
[
i
][
j
];

                
// Compute the absolute difference of grayscale values and add to SAD

                
SAD
 
+=
 
abs
(
p_SearchIMG
.
Grey
 
-
 
p_TemplateIMG
.
Grey
);

            
}

        
}

        
// Save the best found position if the current SAD is smaller than the minimum SAD found so far

        
if
 
(
minSAD
 
>
 
SAD
)
 
{

            
minSAD
 
=
 
SAD
;

            
// Save the position with the lowest SAD

            
position
.
bestRow
 
=
 
x
;

            
position
.
bestCol
 
=
 
y
;

            
position
.
bestSAD
 
=
 
SAD
;

        
}

    
}

}

```

Una maniera di eseguire il template matching su immagini a colori è di decomporre i pixel nelle loro componenti e misurare la qualità del riscontro tra il colore-modello e l'immagine-sorgente usando la somma del SAD calcolato per ogni colore separatamente.